# August von Herder

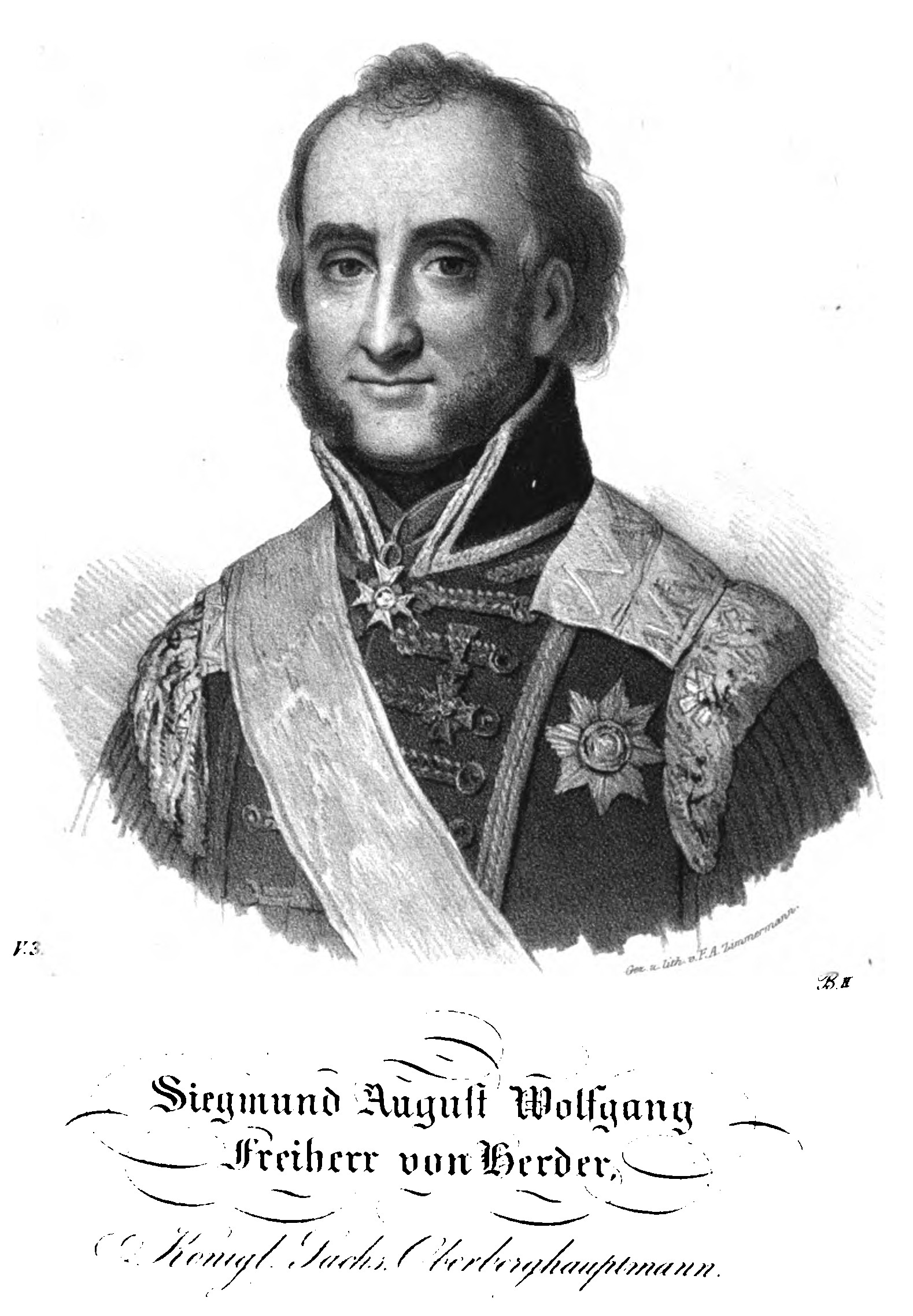
Sigismund August Wolfgang von Herder, Lithographie von F. A. Zimmermann, 1841

Sigismund (Siegmund) August Wolfgang (seit 1816 Freiherr) von Herder (* 18. August 1776 in Bückeburg; † 29. Januar 1838 in Dresden) war ein deutscher Geologe, Mineraloge und sächsischer Oberberghauptmann.

## Leben
Sigismund August Wolfgang Herder kam als zweiter Sohn des Dichters Johann Gottfried Herder und dessen Frau Marie Karoline, geb. Flachsland, zur Welt. Seine Paten waren unter anderem Johann Wolfgang von Goethe, Johann Georg Hamann und Matthias Claudius. Insbesondere durch Goethe, der ihn auf seine Exkursionen mitnahm, und den Einfluss eines Freundes seines Vaters, des Afrikareisenden August von Einsiedel, wurde bei ihm das Interesse an der Mineralogie und den Naturwissenschaften geweckt.
Nachdem Herder für ein Jahr mit seinem Bruder Wilhelm in der französischsprachigen Schweiz war, wo er vor allem seine Sprachkenntnisse aufbesserte, nahm er 1795 sein Studium an der Universität Jena auf, wechselte 1796 nach Göttingen und schrieb sich ab 1797 an der Bergakademie in Freiberg bei Abraham Gottlob Werner ein. In Freiberg gehörte er zu den Gründern der Erzgebirgischen Landsmannschaft der Montanen, dem späteren Corps Montania. Es folgte ein weiteres Studium an der Universität Wittenberg, das er 1802 mit der Promotion zum Dr. phil. abschloss. Im selben Jahr wurde sein Vater geadelt, wodurch das Adelsprädikat „von Herder“ auch auf seine Kinder überging.
Sigismund August Wolfgang von Herder erhielt 1802 eine Anstellung im kursächsischen Bergdienst und war als Haushaltungs- und Befahrungsprotokollant bei den Bergämtern Marienberg, Geyer, Ehrenfriedersdorf und Schneeberg tätig.
Nachdem Herder bereits 1809 im Auftrag des sächsischen Königs und Herzogs von Warschau Friedrich August III. das Eisenwerk Panki organisiert hatte, legte er 1811 seine gemeinsam mit Friedrich von Zedtwitz entwickelten Pläne zur Verbesserung des Bergbaus in Polen vor, für die er vom König 1816 in den Freiherrenstand erhoben wurde. Vor allem war Herder mit der Regelung der speziellen Verhältnisse des gemeinschaftlichen Besitzes der königlichen Bergstadt Wieliczka zwischen Sachsen und Österreich beauftragt, jedoch verzögerten sich die Verhandlungen immer wieder.
Seit 1813 nun im sächsischen Freiberg wohnhaft, erarbeitete Herder Vorschläge zum Wiederaufleben des Bergbaus in dem nach dem Kriege stark verkleinerten Königreich Sachsen. Es folgte ein steiler Aufstieg, der nach der Ernennung zum Vizeberghauptmann (1819), zum Berghauptmann (1821) schließlich 1826 in der Berufung zum Oberberghauptmann, dem höchsten Beamten im sächsischen Bergstaat, gipfelte.
Unter Herder nahm der sächsische Bergbau durch Einführung neuer Maschinen einen erneuten Aufschwung. Er förderte die Verwendung von Steinkohle im Hüttenwesen und die Einführung der Gasbeleuchtung. Gleichzeitig erhielt das Studium an der Bergakademie durch seine Anregungen zu wissenschaftlicher Forschung und strengere Aufnahmekriterien eine deutlich höhere Qualität. 1827 veranlasste Herder die Herausgabe eines Kalenders für den Sächsischen Berg- und Hüttenmann durch die Bergakademie. Seit 1825 war er auswärtiges korrespondierendes Mitglied der Académie royale de Bruxelles.
Herder, der auch der Musik und Dichtkunst sehr zugetan war, förderte die Verbreitung und Aufführung bergmännischen Liedgutes. 1824 führte Herder die Russischen Hörner für den Berghautboistenchor in Freiberg ein. Prächtige Bergaufzüge in prunkvollem Berghabit waren seine besondere Leidenschaft. Das Tragen eines mit 108 Brillanten besetzten Ehrensäbels zur Berguniform, ein Geschenk des Fürsten Miloš Obrenović für eine 1835 in dessen Auftrag unternommene Reise nach Serbien zur Untersuchung der geologischen Verhältnisse und des Bergwerksbetriebs, wurde ihm 1837 vom König gestattet.
Im Königreich Sachsen wurde bereits 1831 das metrische System auf Veranlassung Herders eingeführt.
Herder projektierte den Tiefen Meißner Erbstolln, der jedoch nicht zur Ausführung kam. Erst nach seinem Tod wurde mit dem Bau des Rothschönberger Stollns begonnen, der kürzer war und 90 m weniger Teufe einbrachte.
In Serbien zog sich Herder einen schweren Rheumatismus zu; Kuraufenthalte in Karlsbad brachten nur wenig Besserung. Zur Behandlung einer Darmerkrankung begab er sich nach Dresden, wo er wenige Tage vor einer Operation verstarb.

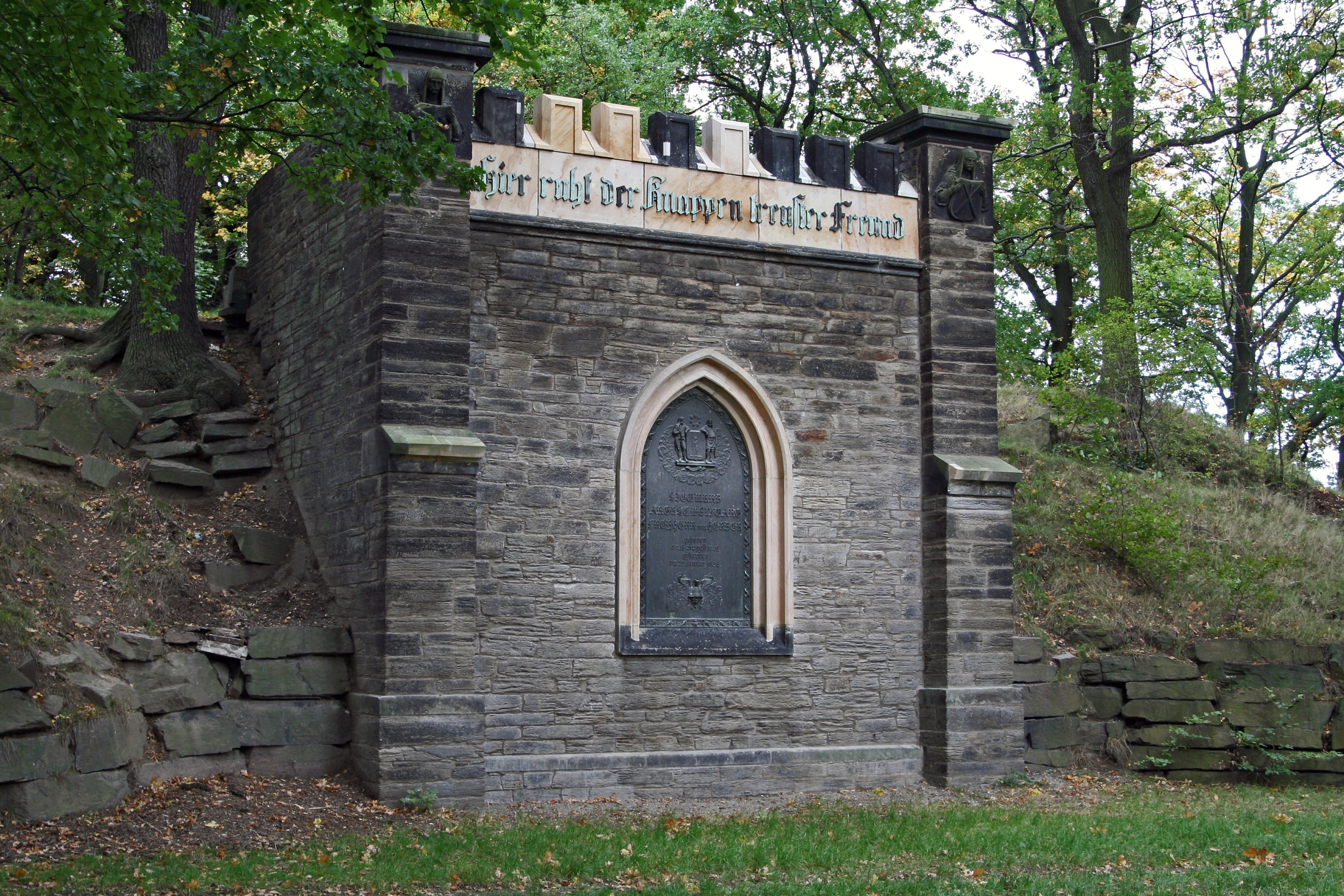
Herders Ruhe

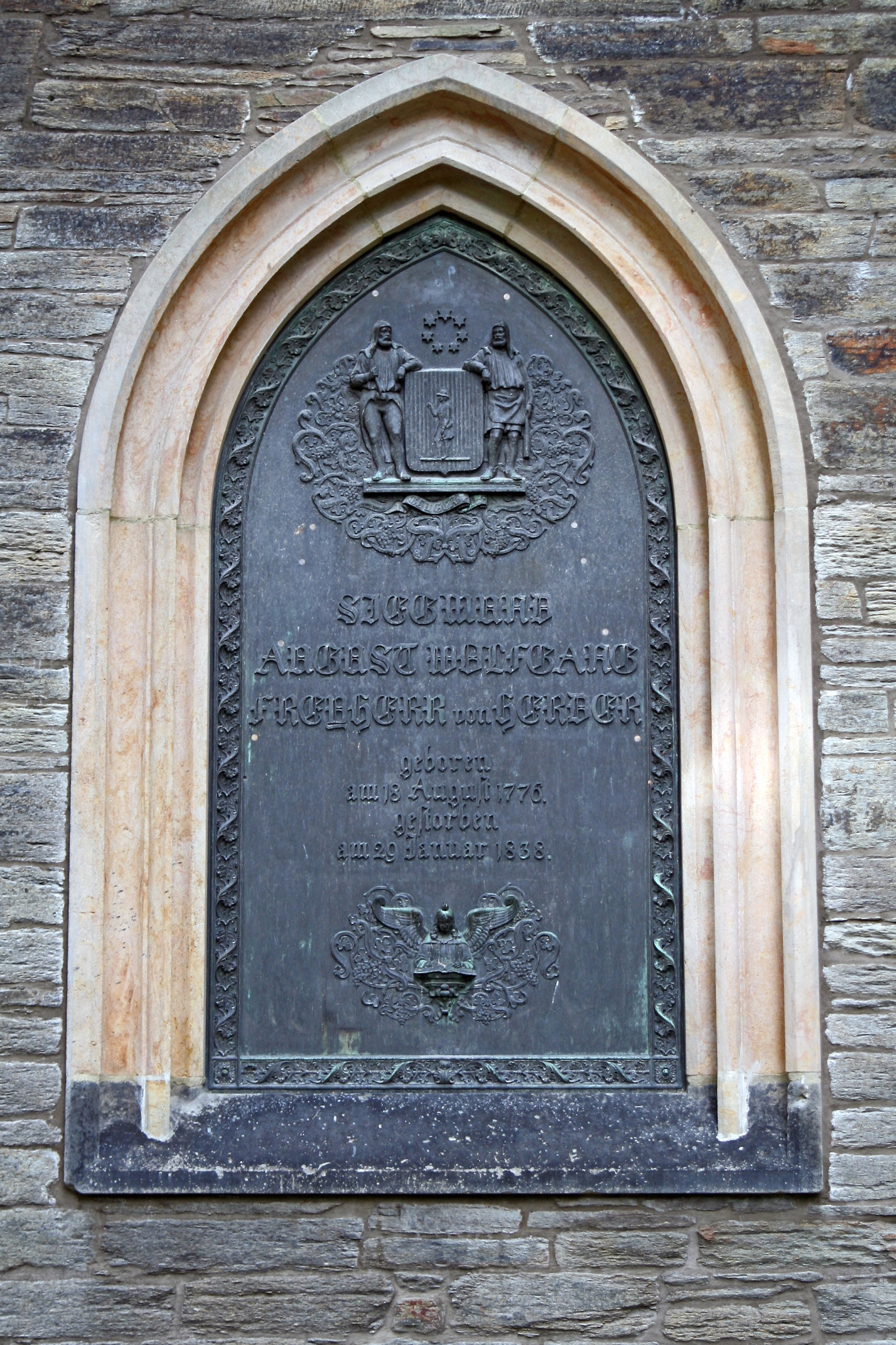
Herders Ruhe, Detail

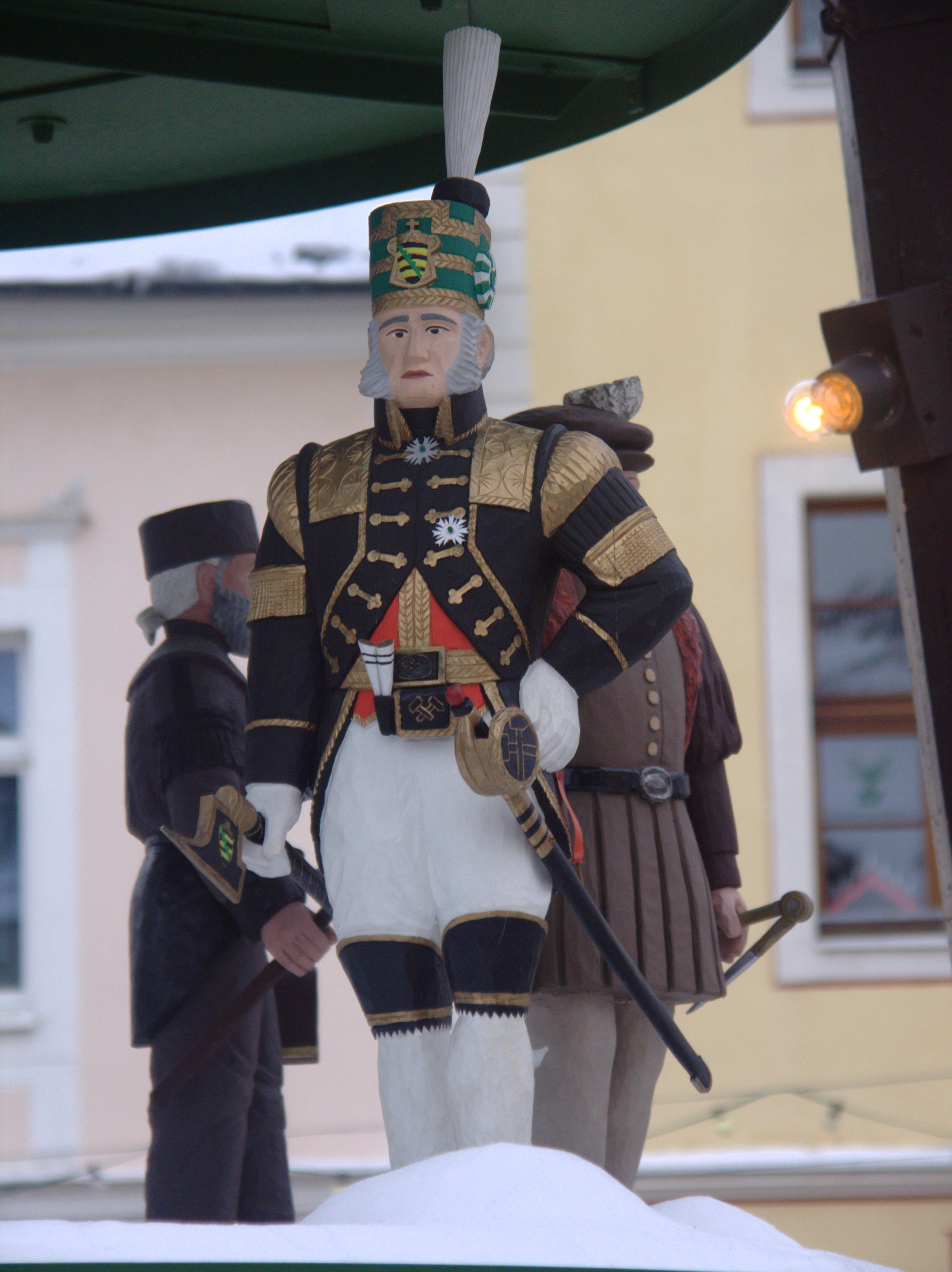
Herder-Figur auf der Ortspyramide in Schneeberg

Entsprechend seinem letzten Wunsch wurde der „Freund aller Knappen“ 1838 in der Halde der Grube Heilige Drei Könige bei Freiberg während einer nächtlichen Bergparade beigesetzt. Auf dem Grab wurde ihm zu Ehren nach Entwürfen von Eduard Heuchler das Denkmal Herders Ruhe errichtet.
Auf der Schneeberger Ortspyramide befindet sich eine Schnitzfigur, die den Oberberghauptmann darstellt.

## Familie
Herder heiratete am 17. Juni 1805 in Schneeberg die Pfarrwitwe Susanne Sophie Berger, geb. Hähnel. Der Ehe entstammt ein Kind, der Sohn Wolfgang. Burg und das Rittergut Rauenstein gehörten dem Bruder seiner Frau und kamen später in den Besitz der Familie von Herder.